# مركز عين الشعير (عين الشعير)
مركز عين الشعير هو دُوَّار يقع بجماعة بوعنان، إقليم فكيك، جهة الشرق في المملكة المغربية. ينتمي الدوّار لمشيخة عين الشعير التي تضم 3 دواوير. يقدر عدد سكانه بـ 1058 نسمة حسب الإحصاء الرسمي للسكان والسكنى لسنة 2004.

## روابط خارجية
- البوابة الوطنية للجماعات الترابية نسخة محفوظة 12 مارس 2018 على موقع واي باك مشين.
- المندوبية السامية للتخطيط